# Kościół Matki Bożej Częstochowskiej w Brzustowie
Kościół parafialny pod wezwaniem Matki Boskiej Częstochowskiej i Świętych Apostołów Piotra i Pawła w Brzustowie - świątynia wzniesiona w latach 1979-1983. Zbudowano w stylu nowoczesnym.